# الدوري المصري الممتاز 2021–22
الدوري المصري الممتاز 2021–22 (أو دوري وي الممتاز لأسباب الرعاية) هي النسخة الثالثة والستون من البطولة منذ تأسيسها عام 1948م. والتي فاز بها نادي الزمالك للمرة الرابعة عشرة في تاريخه.

## التوقيت
في 6 سبتمبر 2021م، أعلن الاتحاد المصري لكرة القدم أن النسخة الجديدة من الدوري المصري الممتاز ستبدأ 25 أكتوبر 2021م.

## الأندية
يتنافس 18 فريقًا في البطولة؛ الخمس عشرة الأوائل من البطولة ذاتها في الموسم السابق، بالإضافة لثلاث فرق متأهلة من الدرجة الثانية عن الموسم السابق أيضًا ويلعبون على... ملعب رسمي.

### المدربون والملاعب والمحافظة
الأهلي

إنبي

إيسترن كومباني

البنك الأهلي

سيراميكا كليوباترا

المقاولون العرب

طلائع الجيش

فيوتشر

الزمالك
| النادي              | المدرب            | التعاقد    | المدة                       | المحافظة     | الملعب (السعة)                                        | ملاحظات                    |
| ------------------- | ----------------- | ---------- | --------------------------- | ------------ | ----------------------------------------------------- | -------------------------- |
| البنك الأهلي المصري | خالد جلال         | 20/02/2021 | 4 سنوات، و1 شهر، و26 أيام   | القاهرة      | ملعب بتروسبورت (18,000)                               | أقدم مدربي الدوري حتى الآن |
| مودرن سبورت         | علي ماهر          | 03/09/2021 | 3 سنوات، و7 شهور، و12 أيام  | القاهرة      | ستاد السلام (30,000)                                  | صعد من دوري الدرجة الثانية |
| إيسترن كومباني      | علاء عبد العال    | 08/11/2021 | 3 سنوات، و5 شهور، و7 أيام   | الجيزة       | ملعب بتروسبورت (30,000)                               | صعد من دوري الدرجة الثانية |
| طلائع الجيش         | طارق العشري       | 29/12/2021 | 3 سنوات، و3 شهور، و17 أيام  | القاهرة      | ستاد جهاز الرياضة (28,500)                            |                            |
| الزمالك             | جوسفالدو فيريرا   | 04/03/2022 | 3 سنوات، و1 شهر، و11 أيام   | الجيزة       | ستاد القاهرة الدولي (75,000)                          | حامل اللقب                 |
| فاركو               | ألميدا مديرا      | 13/03/2022 | 3 سنوات، و1 شهر، و2 أيام    | الإسكندرية   | ملعب برج العرب (82,000) ستاد الإسكندرية (13,600)      | صعد من الدرجة الثانية      |
| الجونة              | تامر مصطفى        | 24/04/2022 | 2 سنوات، و11 شهور، و22 أيام | البحر الأحمر | ملعب خالد بشارة (12,000)                              |                            |
| بيراميدز            | تاكيس جونياس      | 25/04/2022 | 2 سنوات، و11 شهور، و21 أيام | أسيوط        | ملعب الدفاع الجوي (30,000)                            |                            |
| سموحة               | عبد الحميد بسيوني | 02/05/2022 | 2 سنوات، و11 شهور، و13 أيام | الإسكندرية   | ملعب برج العرب (82,000) ستاد الإسكندرية (13,600)      |                            |
| غزل المحلة          | مصطفى عبده        | 02/05/2022 | 2 سنوات، و11 شهور، و13 أيام | الغربية      | ملعب المحلة (20,000)                                  |                            |
| سيراميكا كليوباترا  | أحمد سامي         | 04/05/2022 | 2 سنوات، و11 شهور، و11 أيام | الجيزة       | ملعب بتروسبورت (45,000) ملعب المقاولون العرب (30,000) |                            |
| مصر المقاصة         | عيد مرازيق        | 24/05/2022 | 2 سنوات، و10 شهور، و22 أيام | الفيوم       | ملعب الكلية الحربية (28,500)                          |                            |
| إنبي                | جورفان فييرا      | 5/06/2022  | 2 سنوات، و10 شهور، و10 أيام | القاهرة      | ملعب بتروسبورت (25,000)                               |                            |
| المصري              | حسام حسن          | 06/06/2022 | 2 سنوات، و10 شهور، و9 أيام  | بورسعيد      | ملعب برج العرب (82,000)                               |                            |
| الأهلي              | ريكاردو سواريس    | 30/06/2022 | 2 سنوات، و9 شهور، و16 أيام  | القاهرة      | ستاد السلام (30,000)                                  | مركز تاني                  |
| المقاولون العرب     | شوقي غريب         | 3/8/2022   | 2 سنوات، و8 شهور، و12 أيام  | القاهرة      | ملعب المقاولون العرب (30,000)                         |                            |
| الاتحاد السكندري    | محمد عمر          | 08/08/2022 | 2 سنوات، و8 شهور، و7 أيام   | الإسكندرية   | ستاد الإسكندرية (19,600)                              |                            |
| الإسماعيلي          | خالد القماش       | 28/08/2022 | 2 سنوات، و7 شهور، و18 أيام  | الإسماعيلية  | استاد الإسماعيلية (16,600)                            |                            |

| أقدم مدربي الدوري |
| أحدث مدربي الدوري |

### تغيرات المدربين
خلال 10 أشهر كاملة أجرت كل فرق الدوري عدا اثنين فقط تغييرات على الأجهزة الفنية

| الفريق             | المدرب الراحل     | سبب الرحيل           | تاريخ الرحيل   | مركز الفريق | المدرب الجديد     | تاريخ التعيين  |
| ------------------ | ----------------- | -------------------- | -------------- | ----------- | ----------------- | -------------- |
| الإسماعيلي         | طلعت يوسف         | إستقالة              | 2 نوفمبر 2021  | 18          | خوان براون        | 14 نوفمبر 2021 |
| إيسترن كومباني     | علاء نوح          | إستقالة              | 5 نوفمبر 2021  | 17          | علاء عبد العال    | 8 نوفمبر 2021  |
| طلائع الجيش        | عبد الحميد بسيوني | إستقالة              | 4 نوفمبر 2021  | 15          | أحمد عبد العزيز   | 13 نوفمبر 2021 |
| المقاولون العرب    | عماد النحاس       | إقالة                | 28 ديسمبر 2021 | 15          | محمد عودة         | 29 ديسمبر 2021 |
| طلائع الجيش        | أحمد عبد العزيز   | فسخ العقد            | 29 ديسمبر 2021 | 16          | طارق العشري       | 29 ديسمبر 2021 |
| غزل المحلة         | محمد عودة         | فسخ العقد            | 30 ديسمبر 2021 | 10          | عبد الحميد بسيوني | 5 يناير 2022   |
| الإسماعيلي         | خوان براون        | إستقالة              | 17 فبراير 2022 | 17          | حمد إبراهيم       | 21 فبراير 2022 |
| الزمالك            | باتريس كارتيرون   | فسخ العقد            | 28 فبراير 2022 | 3           | جوسفالدو فيريرا   | 4 مارس 2022    |
| فاركو              | مجدي عبد العاطي   | إقالة                | 12 مارس 2022   | 8           | ألميدا مديرا      | 13 مارس 2022   |
| الاتحاد السكندري   | حسام حسن          | فسخ العقد            | 19 مارس 2022   | 9           | عماد النحاس       | 20 مارس 2022   |
| مصر المقاصة        | تامر مصطفى        | إستقالة              | 20 أبريل 2022  | 17          | طارق حجاج         | 20 أبريل 2022  |
| الجونة             | رضا شحاتة         | إقالة                | 21 أبريل 2022  | 11          | تامر مصطفى        | 24 أبريل 2022  |
| بيراميدز           | إيهاب جلال        | فسخ العقد            | 24 أبريل       | 3           | تاكيس جونياس      | 25 أبريل 2022  |
| الإسماعيلي         | حمد إبراهيم       | فسخ العقد            | 2 مايو 2022    | 17          | حمزة الجمل        | 2 مايو 2022    |
| سموحة              | أحمد سامي         | فسخ العقد            | 2 مايو 2022    | 5           | عبد الحميد بسيوني | 2 مايو 2022    |
| غزل المحلة         | عبد الحميد بسيوني | إستقالة              | 3 مايو 2022    | 9           | مصطفى عبده        | 3 مايو 2022    |
| سيراميكا كليوباترا | هيثم شعبان        | انهاء تعاقد          | 3 مايو 2022    | 13          | أحمد سامي         | 4 مايو 2022    |
| مصر المقاصة        | طارق حجاج         | مدرب مؤقت            | 24 مايو 2022   | 17          | عيد مرازيق        | 24 مايو 2022   |
| إنبي               | حلمي طولان        | بالتراضي بين الطرفين | 1 يونيو 2022   | 9           | جورفان فييرا      | 5 يونيو 2022   |
| المصري             | معين الشعباني     | إنهاء التعاقد        | 06 يونيو 2022  | 14          | حسام حسن          | 06 يونيو 2022  |
| الأهلي             | بيتسو موسيماني    | فسخ العقد            | 13 يونيو 2022  | 2           | سامي قمصان        | 13 يونيو 2022  |
| الأهلي             | سامي قمصان        | مدرب مؤقت            | 30 يونيو 2022  | 2           | ريكاردو سواريس    | 30 يونيو 2022  |
| الجونة             | تامر مصطفى        | فسخ العقد بالتراضي   | 6 يوليو 2022   | 14          | طلعت يوسف         | 24 أبريل 2022  |
| المقاولون العرب    | محمد عودة         | إستقالة بالتراضي     | 3 أغسطس 2022   | 17          | شوقي غريب         | 3 أغسطس 2022   |
| الاتحاد السكندري   | عماد النحاس       | إستقالة              | 8 أغسطس 2022   | 11          | محمد عمر          | 8 أغسطس 2022   |
| الإسماعيلي         | حمزة الجمل        | إقالة                | 28 أغسطس 2022  | 10          | خالد القماش       | 28 أغسطس 2022  |

## ترتيب الدوري
| م  | الفريق             | لعب | ف  | ت  | خ  | أ.له | أ.ع | أ.ف | نقاط | التأهل أو الهبوط                      |
| -- | ------------------ | --- | -- | -- | -- | ---- | --- | --- | ---- | ------------------------------------- |
| 1  | الزمالك            | 34  | 24 | 5  | 5  | 62   | 29  | +33 | 77   | تأهل إلى دوري الأبطال                 |
| 2  | بيراميدز           | 34  | 22 | 5  | 7  | 56   | 25  | +31 | 71   | تأهل إلى كأس الكونفيدرالية            |
| 3  | الأهلي             | 34  | 20 | 10 | 4  | 62   | 21  | +41 | 70   | تأهل إلى دوري الأبطال                 |
| 4  | طلائع الجيش        | 34  | 14 | 14 | 6  | 27   | 24  | +3  | 56   |                                       |
| 5  | فيوتشر             | 34  | 16 | 8  | 10 | 49   | 34  | +15 | 56   | تأهل إلى كأس الكونفيدرالية            |
| 6  | سموحة              | 34  | 11 | 14 | 9  | 44   | 45  | −1  | 47   |                                       |
| 7  | البنك الأهلي       | 34  | 11 | 13 | 10 | 41   | 41  | 0   | 46   |                                       |
| 8  | فاركو              | 34  | 9  | 15 | 10 | 21   | 22  | −1  | 42   |                                       |
| 9  | إنبي               | 34  | 8  | 15 | 11 | 37   | 39  | −2  | 39   |                                       |
| 10 | المصري             | 34  | 8  | 14 | 12 | 40   | 41  | −1  | 38   |                                       |
| 11 | المقاولون العرب    | 34  | 8  | 14 | 12 | 30   | 31  | −1  | 38   |                                       |
| 12 | الإسماعيلي         | 34  | 9  | 11 | 14 | 27   | 39  | −12 | 38   |                                       |
| 13 | الاتحاد السكندري   | 34  | 9  | 11 | 14 | 40   | 53  | −13 | 38   |                                       |
| 14 | سيراميكا كليوباترا | 34  | 7  | 16 | 11 | 34   | 41  | −7  | 37   |                                       |
| 15 | غزل المحلة         | 34  | 7  | 15 | 12 | 26   | 37  | −11 | 36   |                                       |
| 16 | الجونة             | 34  | 9  | 9  | 16 | 33   | 46  | −13 | 36   | يهبط إلى الدوري المصري الدرجة الثانية |
| 17 | إيسترن كومباني     | 34  | 7  | 12 | 15 | 33   | 56  | −23 | 33   | يهبط إلى الدوري المصري الدرجة الثانية |
| 18 | مصر المقاصة        | 34  | 2  | 9  | 23 | 12   | 50  | −38 | 15   | يهبط إلى الدوري المصري الدرجة الثانية |

## نتائج المباريات
| المضيف \ الضيف     | الأهلي | سيراميكا كيلوباترا | إنبي | فيوتشر | غزل المحلة | الجونة | الإسماعيلي | الاتحاد السكندري | المصري | مصر المقاصة | المقاولون العرب | البنك الأهلي | فاركو | بيراميدز | إيسترن كومباني | سموحة | طلائع الجيش | الزمالك |
| ------------------ | ------ | ------------------ | ---- | ------ | ---------- | ------ | ---------- | ---------------- | ------ | ----------- | --------------- | ------------ | ----- | -------- | -------------- | ----- | ----------- | ------- |
| الأهلي             | —      | 4–0                | 2–0  | 4–0    | 2–1        | 2–0    | 0–0        | 1–0              | 2–0    | 4–0         | 1–0             | 1–0          | 0–0   | 3–0      | 4–1            | 4–1   | 0–0         | 2–2     |
| سيراميكا كليوباترا | 1–1    | —                  | 0–0  | 0–3    | 0–0        | 3–2    | 2–1        | 5–0              | 1–4    | 4–1         | 2–2             | 1–0          | 1–1   | 0–2      | 0–1            | 1–1   | 1–1         | 0–1     |
| إنبي               | 1–2    | 0–0                | —    | 1–2    | 2–2        | 2–2    | 2–0        | 1–0              | 1–1    | 0–0         | 3–2             | 2–2          | 0–1   | 1–1      | 1–2            | 1–1   | 0–1         | 0–2     |
| فيوتشر             | 1–1    | 1–1                | 1–2  | —      | 2–1        | 3–2    | 1–2        | 4–3              | 1–1    | 1–0         | 1–0             | 2–0          | 1–0   | 1–0      | 1–1            | 4–0   | 0–1         | 0–1     |
| غزل المحلة         | 2–3    | 0–0                | 3–0  | 0–0    | —          | 2–1    | 0–0        | 1–1              | 1–1    | 1–0         | 1–1             | 1–1          | 1–1   | 0–2      | 1–0            | 1–0   | 0–1         | 0–2     |
| الجونة             | 0–0    | 1–1                | 1–1  | 2–1    | 0–0        | —      | 0–3        | 1–0              | 0–3    | 0–1         | 1–2             | 1–2          | 1–0   | 1–2      | 2–3            | 1–0   | 2–1         | 1–4     |
| الإسماعيلي         | 0–4    | 2–0                | 0–2  | 0–0    | 0–0        | 0–1    | —          | 1–0              | 3–2    | 1–0         | 0–0             | 2–2          | 0–0   | 0–4      | 1–1            | 1–0   | 0–1         | 0–2     |
| الاتحاد السكندري   | 0–3    | 4–4                | 2–1  | 3–2    | 3–0        | 1–0    | 1–2        | —                | 0–0    | 1–0         | 0–1             | 3–1          | 1–2   | 1–0      | 1–1            | 2–5   | 1–1         | 0–2     |
| المصري             | 1–0    | 1–1                | 2–2  | 0–1    | 1–1        | 1–0    | 4–1        | 0–1              | —      | 3–2         | 0–2             | 1–3          | 0–0   | 2–2      | 1–2            | 0–0   | 0–0         | 0–0     |
| مصر المقاصة        | 0–1    | 0–0                | 0–2  | 0–3    | 0–1        | 2–0    | 2–2        | 0–0              | 0–2    | —           | 0–3             | 1–2          | 0–0   | 0–2      | 0–0            | 0–2   | 0–0         | 0–1     |
| المقاولون العرب    | 0–0    | 0–1                | 2–2  | 0–1    | 1–0        | 0–0    | 1–1        | 1–1              | 2–1    | 1–1         | —               | 1–1          | 2–0   | 0–2      | 1–0            | 0–0   | 1–1         | 1–2     |
| البنك الأهلي       | 0–0    | 0–0                | 1–1  | 1–4    | 2–1        | 1–1    | 1–0        | 1–1              | 2–2    | 1–0         | 2–1             | —            | 0–1   | 0–1      | 2–1            | 1–2   | 3–0         | 1–2     |
| فاركو              | 1–4    | 1–0                | 1–0  | 1–0    | 1–1        | 0–0    | 0–0        | 0–1              | 0–1    | 2–0         | 1–0             | 2–2          | —     | 1–2      | 1–1            | 0–0   | 0–1         | 0–1     |
| بيراميدز           | 2–0    | 0–1                | 1–0  | 0–0    | 1–0        | 1–3    | 1–0        | 3–0              | 3–1    | 2–1         | 1–0             | 1–0          | 0–0   | —        | 3–0            | 5–1   | 3–0         | 2–3     |
| إيسترن كومباني     | 0–0    | 1–0                | 0–2  | 1–4    | 2–3        | 0–2    | 0–2        | 2–2              | 2–2    | 2–1         | 1–1             | 2–3          | 0–3   | 0–3      | —              | 2–2   | 0–0         | 1–2     |
| سموحة              | 3–2    | 1–1                | 1–1  | 1–1    | 2–0        | 2–2    | 2–1        | 4–4              | 2–1    | 1–0         | 1–1             | 0–1          | 0–0   | 0–2      | 3–0            | —     | 1–0         | 2–0     |
| طلائع الجيش        | 1–0    | 1–0                | 1–1  | 1–0    | 0–0        | 0–1    | 1–0        | 2–1              | 1–0    | 0–0         | 1–0             | 1–1          | 1–0   | 2–2      | 1–1            | 3–3   | —           | 0–2     |
| الزمالك            | 3–5    | 3–2                | 0–2  | 3–2    | 4–0        | 2–1    | 2–1        | 1–1              | 2–1    | 5–0         | 1–0             | 1–1          | 0–0   | 3–0      | 1–2            | 2–0   | 0–1         | —       |

## الأهداف والكروت

### الأهداف
| - أحمد سيد زيزو - مروان حمدي - جون أوكويي إيبوكا - مابولولو - مصطفى شلبي - شادي حسين - محمد هلال | - أحمد رفعت - أحمد عاطف - سيف الدين الجزيري - عبده يحيى - محمد صالح - ناصر منسي - أشرف بن شرقي - خالد قمر - عبد الكبير الوادي - علي معلول - كريم بامبو - محمد مجدي قفشه | - أحمد سمير - رمضان صبحي - صديق كالابا - مامادو نديوكو نياس - محمد شريف - إبراهيم عادل - إلياس الجلاصي - أحمد متعب - أيمن الصفاقسي - بنيامين برنارد بواتينج - عبد الله السعيد - عمر السعيد - فاجري لاكاي - فيكتوري بينيانجبا - محمد الشامي | - إمام عاشور - أحمد مودي - أوستين أموتو - باهر المحمدي - بيرسي تاو - حسن علي - فاروق كابور - كريم الديب - محمد رضا بوبو - محمد عبد اللطيف غريندو - محمود وادي - وليد الكرتي | - أحمد مدبولي - باسم مرسي - جون أوكولي - حسين الشحات - سيف تيكا - عبد الرحمن مجدي - عمرو السعداوي - عمرو مرعي - كريم نيدفيد - لويس ميكيسوني - محمد إبراهيم - محمود الشبراوي - مروان محسن - مصطفى فتحي - ناصر ماهر | - اسلام عبد النعيم - إبراهيم حسن - إسلام عيسى - أحمد أمين أوفة - أحمد سيد غريب - أحمد شريف - أحمد عبد القادر - أحمد غنيم - أليا سيلا - دينوبيتر جودي - رامي ربيعة - شكري نجيب - علي جبر - عماد ميهوب - عمر كمال - عمرو السيسي - فخر الدين بن يوسف - محمد سالم - محمد سمير - هشام بلحة | \| - ابراهيم يحيى - اساهاكى ياكوبو - إريك سيرجي - إسلام زيادة - إيريك تراوري - أحمد الشيخ - أحمد حمودي - أحمد سامي - أحمد محسن - أحمد مصطفى - أسامة جلال - أليو ديانغ - أمير عبيد - حسام حسن عبد البديع - حسام عبد المجيد - حمزة مجدي - حميد ماو - خالد عبد الفتاح - خالد متولي الغندور - زياد طارق - سعيدو سيمبوري - شريف دابو - شيكابالا - طاهر محمد طاهر - عاصم صلاح \| - علي الفيل - علي فوزي - عمرو جمال - فارس حاتم - فراس عيفية - فوزي الحناوي - كريم حلاوة - محمد أوناجم - محمد جابر - محمد حسن - محمد عبد الغني - محمد عنتر - محمد متولي كناريا - محمود حمدي الونش - محمود سيد - محمود صابر - محمود عبد العزيز - محمود فهمي - محمود قاعود - مصطفي سعد ميسي - معاذ الحناوي - مودي ناصر - نور السيد - هيثم العيوني - ياسر حامد \| |
| - ابراهيم يحيى - اساهاكى ياكوبو - إريك سيرجي - إسلام زيادة - إيريك تراوري - أحمد الشيخ - أحمد حمودي - أحمد سامي - أحمد محسن - أحمد مصطفى - أسامة جلال - أليو ديانغ - أمير عبيد - حسام حسن عبد البديع - حسام عبد المجيد - حمزة مجدي - حميد ماو - خالد عبد الفتاح - خالد متولي الغندور - زياد طارق - سعيدو سيمبوري - شريف دابو - شيكابالا - طاهر محمد طاهر - عاصم صلاح | - علي الفيل - علي فوزي - عمرو جمال - فارس حاتم - فراس عيفية - فوزي الحناوي - كريم حلاوة - محمد أوناجم - محمد جابر - محمد حسن - محمد عبد الغني - محمد عنتر - محمد متولي كناريا - محمود حمدي الونش - محمود سيد - محمود صابر - محمود عبد العزيز - محمود فهمي - محمود قاعود - مصطفي سعد ميسي - معاذ الحناوي - مودي ناصر - نور السيد - هيثم العيوني - ياسر حامد | | | | | |

| - السيد سالم - إسحاق كوبينة - إسلام المزين - إسلام أبو سليمة - إسلام جمال سليمان - إيفانز منساه - أحمد الصغيري - أحمد النادري - أحمد تمساح - أحمد حمزة - أحمد رمضان بيكهام - أحمد صبيحة - أحمد عادل ميسي - أحمد عبد الرشيد - أحمد عبد المنعم - أحمد علاء - أحمد علي كامل - أحمد عوض - أسامة إبراهيم - أيمن أشرف - بينسون شيلونجو - جرجس مجدي - جوناثان نغويم - حسام أشرف | - حسام غانم - حسين السيد - حسين رجب - حسين فيصل - حمدي علاء - حمدي فتحي - خالد النبريص - خالد مصطفى - داميون لوي - رامي صبري - رأفت خليل - رجب عمران - رجب نبيل - رزقي حمرون - سعد سمير - سيف العجوز - شريف رضا - شيمليس بيكيلى - صابر الشيمي - صبري رحيل - صلاح ريكو - صلاح محسن - شيكا - عبد الرحمن جبنة | - عبد الرحمن عاطف - عبد الرحمن عماد - عبد الله بكري - عبد الله محمود - عبد الله نصيب - عبد الله ياسين - علي بهيج - علي زعزع - علي محمد الزهدي - عمرو السولية - عمرو بركات - عمرو طارق - عمرو عبد الفتاح - غنام محمد - فادي فريد - فريد شوقي - كريم طارق - كريم فؤاد - لؤي وائل - محمد الجباس - محمد حمدي شرف - محمد دبش - محمد رمضان - محمد شريف | - محمد شكري - محمد عادل - محمد عادل أمو - محمد عبد السلام - محمد علي الجويني - محمد فاروق - محمد فتح الله كماتشو - محمد محمود - محمد نجيب - محمد هاشم - محمود حمادة - محمود عبد الحليم - محمود مرعي - محمود نبيل - مصطفى شكشك - مصطفى عوض الزناري - مورو ساليفو - موسى دياوارا - وجيه عبد الحكيم - وليد سليمان - وليد علي فرج - وليد مصطفي - يحيى حامد |

| - أحمد سيد زيزو:10 - محمد صالح:7 - مصطفى شلبي:6 - علي معلول:5 - باهر المحمدي:5 - محمد هلال:4 - أحمد مودي:4 - جون أوكويي إيبوكا:3 - خالد قمر:3 - عبد الكبير الوادي:3 - حسن علي:3 - فاروق كابور:3 - شكري نجيب:3 - مابولولو:2 - أحمد رفعت:2 - كريم بامبو:2 - محمد مجدي قفشه:2 - أحمد سمير:2 - إلياس الجلاصي:2 - أحمد متعب:2 - عبد الله السعيد:2 - فاجري لاكاي:2 - كريم الديب:2 - عمرو السعداوي:2 - محمد إبراهيم:2 | - رامي ربيعة:2 - عمرو السيسي:2 - محمد سمير:2 - سعيدو سيمبوري:2 - عاصم صلاح:2 - علي الفيل:2 - معاذ الحناوي:2 - رمضان صبحي:1 - محمد رضا بوبو:1 - محمد عبد اللطيف غريندو:1 - باسم مرسي:1 - ناصر ماهر:1 - أحمد غنيم:1 - هشام بلحة:1 - إسلام زيادة:1 - شريف دابو:1 - طاهر محمد طاهر:1 - علي فوزي:1 - محمد عنتر:1 - محمود عبد العزيز:1 - نور السيد:1 - السيد سالم:1 - رامي صبري:1 - فادي فريد:1 - محمد رمضان:1 |

### الكروت الصفراء والحمراء

#### الأنذارات
| - أحمد رمضان بيكهام (1 طرد) - أحمد مودي - باهر المحمدي - حميد ماو - سيف تيكا (1 طرد) - أحمد سعيد محمد - محمد اسماعيل - مورو ساليفو (1 طرد) | - إمام عاشور (1 طرد) - محمد صبحي (1 طرد) - محمد نجيب (2 طرد) - إسلام محارب - إيميكا ايزي - خالد رضا - عبد الله بكري - علي فوزي - فريد شوقي (1 طرد) - كريم حلاوة - محمد إبراهيم - محمد هلال (1 طرد) - محمود علاء - محمود نبيل - نور السيد (1 طرد) - هيثم العيوني (1 طرد) - وليد الكرتي                                                                              | - أحمد حكم (1 طرد) - أحمد سامي - أحمد شريف - أحمد علاء - أوستين أموتو - سعيدو سيمبوري (1 طرد) - شادي حسين - صابر الشيمي - صديق كالابا - طارق حامد - عبد الله السعيد - علي المصري - فادي فريد - كريم نيدفيد - كمال أبو الفتوح - كينجسلي سوكاري (1 طرد) - محمد بازوكا (1 طرد) - محمد حسن - محمد عبد اللطيف غريندو - محمد فتحي محمد - محمود الجزار - محمود حمادة - دونجا - محمود فهمي - مصعب البطاط - موسى دياوارا (2 طرد) | - إسلام أبو سليمة - إسلام عيسى - أحمد العجوز - أحمد النادري - أحمد سيد زيزو - أحمد عبد المنعم (1 طرد) - أحمد عبد الموجود - أليو ديانغ (1 طرد) - جابر كامل - خالد سطوحي - خالد عبد الفتاح - خالد قمر - خالد مصطفى - رجب نبيل (1 طرد) - عبد الرحمن جبنة (2 طرد) - عزمي غومة (1 طرد) - عمرو شعبان - فراس عيفية - محمد رزق لطفي (1 طرد) - محمد عنتر (1 طرد) - محمد متولي كناريا (1 طرد) - محمد مخلوف - محمد ناصف (1 طرد) - محمد هاشم (1 طرد) | \| - ابراهيم يحيى (1 طرد) - العربي بدر - الهاني سليمان - إلياس الجلاصي - أحمد عادل ميسي - أحمد عفيفي - أحمد مدبولي - أسامة إبراهيم (1 طرد) - أمير عبيد - أيمن أشرف - باسم علي - بولان فوافي - جيفرسون إينكادا - حسام عبد الواحد - خالد متولي الغندور (1 طرد) - رمضان صبحي - سيف العجوز - صالح جمعة - عبد الكبير الوادي (1 طرد) - عبده يحيى - علاء عطا - علي جبر - عماد حمدي - عمر السعيد \| - عمر الوحش - عمر بسام - عمر كمال - عمرو السعداوي (1 طرد) - عمرو السولية - عمرو السيسي - كريم بامبو - لويس هينستروزا - مامادو نديوكو نياس - محمد دبش (1 طرد) - محمد سالم - محمد علي الطرابلسي - محمد فاروق - محمد مجلي - محمد محسن ليلة - محمد هاني - محمود البدري - محمود الزنفلي - محمود حمدي الونش (1 طرد) - مروان حمدي - مصطفى عوض الزناري (1 طرد) - مودي ناصر \| |
| - ابراهيم يحيى (1 طرد) - العربي بدر - الهاني سليمان - إلياس الجلاصي - أحمد عادل ميسي - أحمد عفيفي - أحمد مدبولي - أسامة إبراهيم (1 طرد) - أمير عبيد - أيمن أشرف - باسم علي - بولان فوافي - جيفرسون إينكادا - حسام عبد الواحد - خالد متولي الغندور (1 طرد) - رمضان صبحي - سيف العجوز - صالح جمعة - عبد الكبير الوادي (1 طرد) - عبده يحيى - علاء عطا - علي جبر - عماد حمدي - عمر السعيد | - عمر الوحش - عمر بسام - عمر كمال - عمرو السعداوي (1 طرد) - عمرو السولية - عمرو السيسي - كريم بامبو - لويس هينستروزا - مامادو نديوكو نياس - محمد دبش (1 طرد) - محمد سالم - محمد علي الطرابلسي - محمد فاروق - محمد مجلي - محمد محسن ليلة - محمد هاني - محمود البدري - محمود الزنفلي - محمود حمدي الونش (1 طرد) - مروان حمدي - مصطفى عوض الزناري (1 طرد) - مودي ناصر | | | |

| - إبراهيم القاضي - إبراهيم حسن - إبراهيما كونيه - إريك سيرجي - أحمد الشيمي - أحمد الصغيري - أحمد العربي - أحمد تمساح - أحمد حمزة - أحمد حمودي (1طرد) - أحمد رفعت - أحمد عبد العزيز - أحمد علي كامل - أحمد فتحي - أحمد مجدي الحسيني - أحمد محسن - أحمد مصطفى - أحمد نبيل - أحمد ياسين - أحمد يوسف - أيمن الصفاقسي - بلاتي توريه - بنيامين أفوتو (1طرد) - جون أوكويي إيبوكا (1طرد) - حسام عبد المجيد (1طرد) - حسن الشامي (2 طرد) - حسين فيصل - حمدي علاء (1طرد) - حمزة المثلوثي - دينوبيتر جودي - رامي ربيعة - زياد كمال - سعد سمير - شريف رضا - طارق سامي - عاصم صلاح | - شيكا - عبد الله نصيب - عماد ميهوب - عمر جابر - عمرو جمال - عمرو طارق (1طرد) - عمرو عبد الفتاح - عمرو موسى - غنام محمد - فاجري لاكاي - فخر الدين بن يوسف - مابولولو - كريم فؤاد - كوامي بونسو (1طرد) - محمد الشامي - محمد بسام - محمد رضا بوبو - محمد شكري - محمد عبد المنعم - محمد علي الجويني (1طرد) - محمد فوزي - محمد نادي - محمود الشبراوي - محمود شعبان - محمود عزت - مروان محسن - مصطفى جمال - مصطفى كاجو - مصطفي سعد ميسي - مهند لاشين - مؤمن راضي - ميدو جابر - ناصر ماهر - ناصر منسي - نبيل عماد - هاني عادل - يوسف أوباما |

| - احمد البحراوي - اسلام عبد النعيم - الحسيني طه - ايهاب سمير - إسلام المزين - إسلام جابر - إسماعيل أشرف أشرف - أحمد أبو الفتوح - أحمد جمال - أحمد دعدور - أحمد سمير - أحمد صبيحة - أحمد عبد الرحمن زولا (1 طرد) - أحمد عبد القادر - أحمد هاني - أرنود - أسامة الجزار - أسامة جلال (1 طرد) - أسامة فيصل - أشرف السيد - أكرم توفيق - ألان كيامبادي - أمير مدحت - باسم مرسي - بدر بانون - بهاء مجدي - بيرسي تاو - جون أفيري - حسن محمود شاهين - حمدي فتحي (1 طرد) - خالد صبحي - رزقي حمرون - رمضان مصطفي - سيف الدين الجزيري - صلاح ريكو - صلاح محسن - طاهر محمد طاهر - عامر عامر - عبد العزيز البلعوطي - عبد الغني محمد - عبد الله محمود | - عصام صبحي (1 طرد) - علي الفيل (1 طرد) - علي بهيج - علي حمدي - عماد السيد - عمرو الحلواني - عمرو مرعي - فاروق كابور - فيكتوري بينيانجبا - كريم الطيب - كريم العراقي - كريم طارق - لويس ميكيسوني - محمد التوني (1 طرد) - محمد الدسوقي (1 طرد) - محمد أحمد لعبة - محمد أشرف روقا - محمد جابر - محمد حمدي زكي - محمد شريف - محمد عبد الجواد - محمد عبد الشافي - محمد عبد المنصف - محمد فتح الله كماتشو (1 طرد) - محمد فخري - محمد مجدي قفشه - محمود أبو السعود - محمود جاد - محمود جنش - محمود جهاد - محمود رزق - محمود رضا - محمود شبانة - محمود عماد (2 طرد) - محمود وادي - مصطفى البدري - مصطفي العش - مصطفى دويدار - مصطفى شلبي - ياسر حامد - يحيى حامد |

| - اساهاكى ياكوبو - السيد سالم - إسحاق كوبينة - إسلام جمال سليمان - إسلام زيادة - إسلام طارق - إيريك تراوري - أتولا جوزيف - أحمد الشيخ (1 طرد) - أحمد أبو بكر موكشا - أحمد أمين أوفة - أحمد أوفا - أحمد توفيق - أحمد داوودا - أحمد سيد غريب - أحمد شوشة - أحمد عوض - أحمد عيد - أحمد عيد عبد الله - أحمد كابوريا - أحمد محمد بسيوني - أحمد ياسر - أحمد يحيى - أشرف بن شرقي (1 طرد) - أليا سيلا - أليو نداي - أولا سيكيرو - بلال السعيداني - بلال آية مالك - بلال جمال - بنيامين برنارد بواتينج - جان موريل بوي - جرجس مجدي - جون أنطوي - جون أوكولي - جوناثان نغويم - حجاج عويس - حسام حسن - حسام حسن عبد البديع - حسام غانم - حسن علي - حسن مجدي - حسين السيد - حسين رجب | - خالد الأخميمي - خالد سامي - خالد صلاح - رامي صبري - رأفت خليل - رجب عمران - زياد أشرف - زياد فرج - سيف فاروق جعفر - شادي رضوان - شريف دابو - شكري نجيب - شيكابالا - صبحي سليمان - صبري رحيل - صلاح عاشور - طارق طه - عبد الرحمن عاطف - عبد الرحمن عامر - عبد الرحمن مجدي - عبد العزيز موسى - عبد الله جمعة - عبد الله ياسين - عبد الناصر محمد - عرفة السيد - علاء سلامة - علي محمد الزهدي - علي معلول - عمرو بركات - عمرو حسام - فوزي الحناوي - كريم الديب - كريم خميس - كريم عبد النبي - كريم مصطفى - لؤي وائل - مالك توريه - محمد الشناوي - محمد الصباحي - محمد أنور - محمد أوناجم | - محمد بسيوني - محمد بن خماسة - محمد حمدي شرف - محمد خضري - محمد خليفة - محمد سعيد شيكا - محمد سمير (2 طرد) - محمد شحاتة - محمد شعبان - محمد صادق - محمد صالح (1 طرد) - محمد عادل - محمد عادل أمو - محمد عبد السلام - محمد عبد السميع - محمد عبد العاطي - محمد عبد الغني - محمد عصام - محمد كوكو - محمد مجدي - محمد محمود - محمد مرسي - محمد مصطفي - محمد نصر - محمد هاني حزيان - محمود صابر - محمود عادل - محمود عبد الحليم - محمود عبد العزيز (1 طرد) - محمود عقل (1 طرد) - محمود قاعود - مروان داود - مروان عثمان - مصطفى سلطان - مهاب ياسر - ميدو نبيل - نادر رمضان - ناصر ناصر - هشام عادل عزت - وجيه عبد الحكيم - وليد علي فرج - وينفول كوبينا - يوسف لبيب |

### 1 طرد
- أحمد الشيخ
- عمر ميرا
- محمد مسعد

#### الطرود
- أليو ديانغ
- محمد نجيب
- حسن الشامي
- محمود عقل
- حمدي فتحي